# Mesorregión del Centro Fluminense
La mesorregión del Centro Fluminense es una de las seis  mesorregiones del estado brasileño de Río de Janeiro. Es formada por la unión de dieciséis municipios agrupados en cuatro  microrregiones.
Es la única mesorregión que hace límite con todas las otras mesorregiones del estado. Sus principales ciudades son Nova Friburgo, Três Rios y Paraíba do Sul.

## Microrregiones
- Cantagalo-Cordeiro
- Nova Friburgo
- Santa Maria Madalena
- Tres Rios

## Municipios
- Cantagalo
- Carmo
- Cordeiro
- Macuco
- Bom Jardim
- Duas Barras
- Nova Friburgo
- Sumidouro
- Santa Maria Madalena
- São Sebastião do Alto
- Trajano de Moraes
- Areal
- Comendador Levy Gasparian
- Paraíba do Sul
- Sapucaia
- Três Rios

- Datos: Q2543021